# Merz-Schule
Die Merz Schule ist eine private, staatlich anerkannte Schule mit Gymnasium, Internat, Grundschule, Hort, Kindergarten und Krippe. Sie liegt an der Geroksruhe in Stuttgart und war eine der ersten Schulen in der Bundesrepublik, die den unterrichtsfreien Samstag und Ganztagsbetreuung einführte. Wesentlicher Bestandteil der Merz-Pädagogik ist der Handwerksunterricht von Klasse 1 bis 10 in sieben verschiedenen, schuleigenen Werkstätten sowie der sogenannte Musische Nachmittag ab Klasse 5.

## Geschichte
Die „Merz Schule“ (Eigenschreibweise) wurde am 22. November 1918 zusammen mit dem „Merz Internat“ und der „Merz Akademie“ von Senator Albrecht Leo Merz als Bildungs- und Erziehungsinstitution „Werkhaus Werkschule Merz“ gegründet. 1940 wurde sie aufgrund ihrer Ideologie geschlossen, 1945 zunächst die Grundschule mit Genehmigung der amerikanischen Administration wieder eröffnet und ab 1952 wurde auch das Gymnasium wiedereröffnet. Nach der Zerstörung durch den Zweiten Weltkrieg wurde die Eröffnung erst durch die Unterstützung der amerikanischen John McCloy-Kulturstiftung wieder möglich, als die Ablehnung der Wiedereröffnung durch die örtlichen Behörden rückgängig gemacht werden konnte. Albrecht Leo Merz führte seine Erziehungsmethode Erkennen und Gestalten in allen Bereichen ein.
Die Merz Schule ist eine der ersten Schulen, die in den 1960er-Jahren den sogenannten „Goldenen Plan“ erfüllt hat, also eine Schule mit eigenem Sportplatz samt Kunststoff-Rundlaufbahn, die 2010 in einen moderneren Sportplatz umgebaut wurde, sowie eigener Sport- und Schwimmhalle.

## Pädagogik
Das pädagogische Anliegen Albrecht Leo Merz’ bestand darin, Menschen heranzubilden, die alle ihre Fähigkeiten einsetzen, um geistiges Erkennen und schöpferisches Gestalten für Leben und Beruf zu verwenden, das heißt ganzheitliche Bildung junger Menschen im Wissenschaftlichen, Künstlerischen und Handwerklichen, dies keineswegs in technikfeindlicher Absicht, dafür war Albrecht Leo Merz selbst viel zu sehr Techniker.
Die Merz Schule zeichnet sich durch spezielle Erziehungsmethoden aus. So wollte, laut Aussage der ehemaligen Schülerin Nina Hoss, Rektor Merz stets geduzt werden.

## Bestandteile
- Kindergarten
- Grundschule mit Hort
- Gymnasium mit Hort
- Internat ab Klasse 5
- Handwerkstätten

Die private, staatlich anerkannte Fachhochschule Merz Akademie ist Teil des pädagogischen Gesamtwerks Werkhaus Merz, zu dem auch die Merz Schule Stuttgart gehört.

## Bekannte Ehemalige
- Mathias Richling (* 1953), Kabarettist
- Regine Schwarz (* 1965), Verlegerin
- Nina Hoss (* 1975), Schauspielerin
- Zoltan Sebescen (* 1975), Fußballspieler
- Léonie-Claire Breinersdorfer (* 1976), Rechtsanwältin und Drehbuchautorin
- Julian Breinersdorfer, (* 1979), Architekt und Stadtplaner
- Aline Böhringer (* 1996), Fußballspielerin